# Histoire des arts martiaux européens
 (janvier 2016).
- Si vous ne connaissez pas le sujet, laissez ce bandeau (vous pouvez alors contacter les auteurs).
- Si vous supprimez le contenu mis en cause (vous pouvez préalablement contacter les auteurs),

argumentez précisément cette suppression dans la page de discussion
(un manque de référence n'est pas un argument ; une recherche réelle de référence doit avoir été effectuée, être formellement documentée).
Les arts martiaux ont été développés et pratiqués en Europe à l'instar des autres continents. Il existe peu de documentation concernant les arts martiaux pratiqués durant l'Antiquité (comme la lutte gréco-romaine ou la gladiature), cependant, de nombreux traités datant de la fin du Moyen Âge et du début de la période moderne, retracent les systèmes utilisés en Europe durant ces périodes.
Certains de ces arts font l'objet de reconstitutions modernes depuis 1890 dans le cadre des arts martiaux historiques européens, phénomène récurrent depuis les années 1990.

## Histoire ancienne

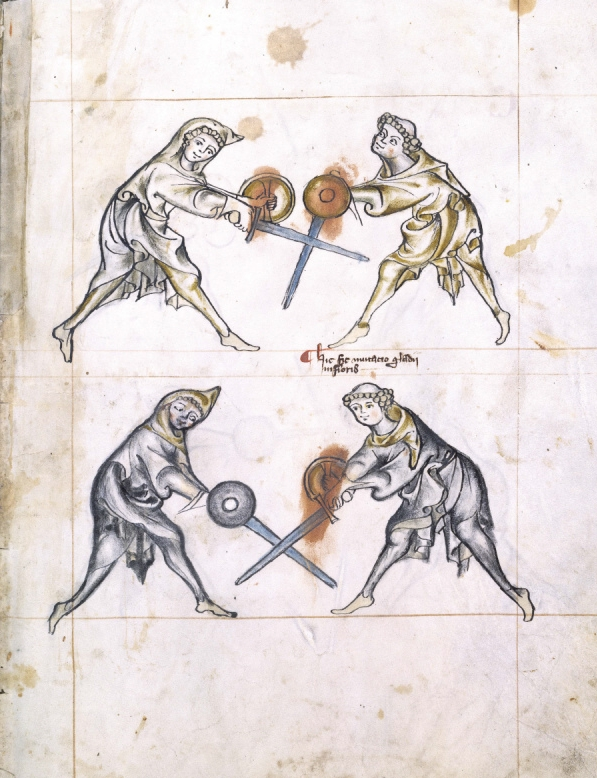
Manuscrit I.33, folio 8r, vers 1300 : le plus ancien traité d'escrime connu

Aucun manuel connu datant de la période précédent la fin du Moyen Âge n'est parvenu à l'époque actuelle, mis à part des fragments d'instruction de lutte gréco-romaine, tels que le Papyrus Oxyrhynchus 466). Cependant, la littérature antique ou médiévale (les sagas islandaises ou certains récits épiques en moyen haut-allemand) contient des descriptions de hauts-faits martiaux ou de techniques militaires. De plus, il existe des objets d'art montrant des scènes de combat et des armes (par exemple la tapisserie de Bayeux, ou la bible de Morgan). Certains chercheurs ont tenté de reconstituer des techniques de combat anciennes telles que le pancrace ou le combat de gladiateurs en se basant sur ces références et en utilisant des techniques d'archéologie expérimentale, mais ces recréations sont beaucoup plus spéculatives, que celles fondées sur de vraies instructions d'époque.
Le manuscrit MS I.33 daté d'environ 1300[réf. nécessaire] est le plus ancien traité d'escrime connu en Europe: il concerne le combat à l'épée et au bocle.

## Fin du Moyen Âge
Deux grandes régions en Europe ont eu une tradition martiale notable au Moyen Âge dont il existe des recueils : le Saint-Empire romain germanique et l'Italie.

### La tradition germanique

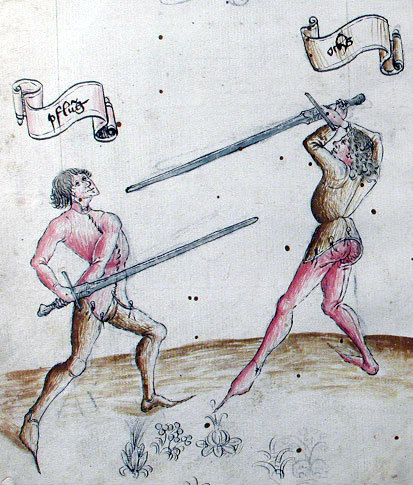
Deux gardes standard de l'épée longue selon la tradition de Liechtenauer (1452)

Dans le Saint-Empire, la figure centrale est le maître Johannes Liechtenauer. Bien qu'il n'y ait pas de manuscrit écrit de sa propre main subsistant, ses enseignements furent transcrits dans le manuscrit MS 3227a (aussi connu sous le nom de Codex Döbringer), qui date de la fin du XIVe siècle ou du début du XVe siècle. Durant le XVe siècle, jusqu'au début du XVIe siècle, de nombreux Fechtbücher (litt. « livres d'escrime ») ont été produits, certains comptant plusieurs centaines de pages. La plupart de ces traités décrivent des méthodes descendant de celles décrites par Liechtenauer ; mais il existe également d'autres traités qui ne peuvent pas directement être rattachés à la tradition de Liechtenauer.
Les maîtres importants du XVe siècle incluent, entre autres, Sigmund Ringeck, Peter von Danzig, Hans Talhoffer, Paulus Kal, qui ont tous retransmis les enseignements de Liechtenauer. À partir de la fin du XVe siècle, il y avait des confréries d'escrimeurs (Fechtbruderschaften), principalement les Marx Brüder (attestés dès 1474) et les Federfechter.

### La tradition italienne

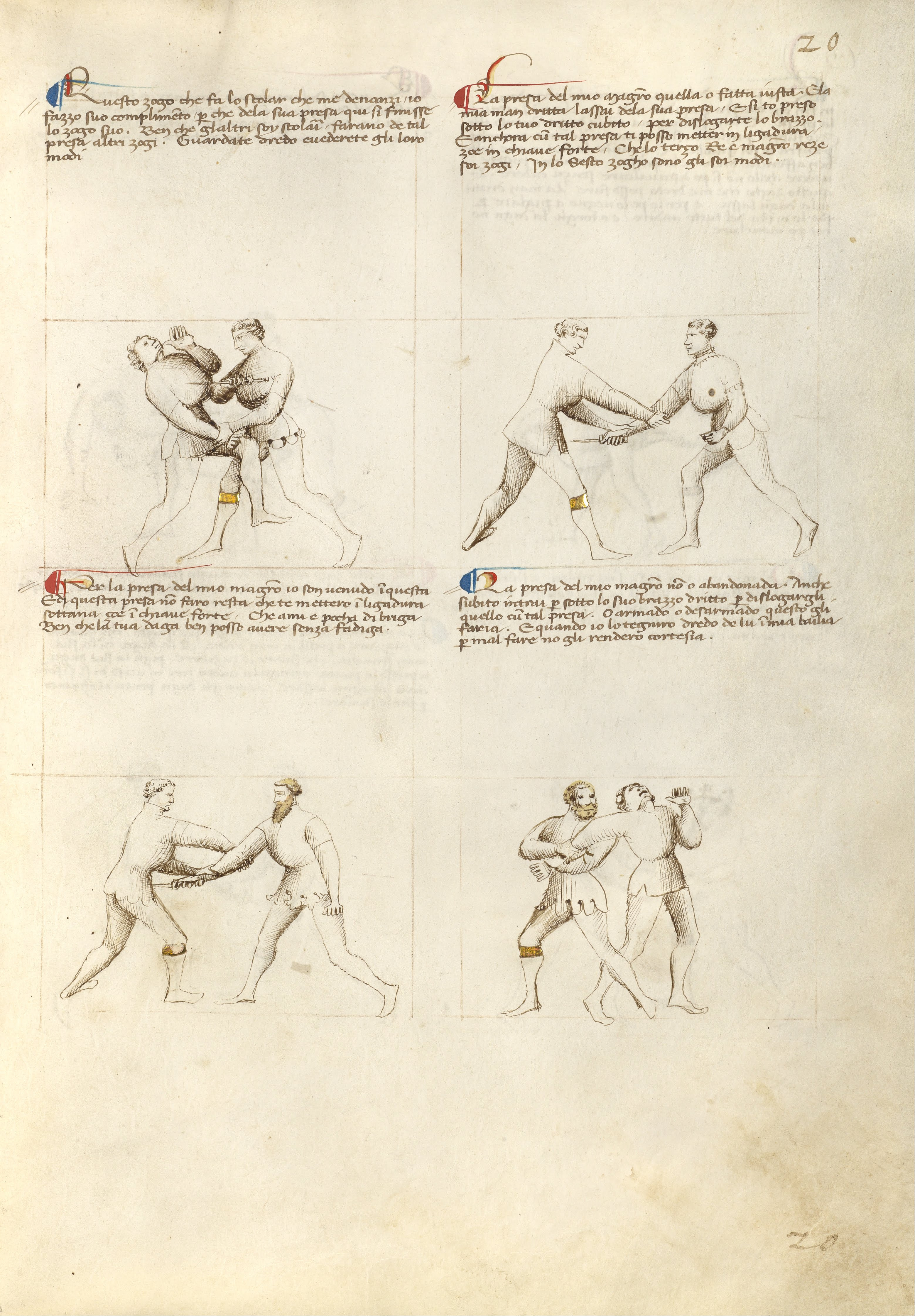
Combat à la dague selon le Ms. Ludwig XV 13 (folio 18r) concervé au musée Getty, par Fiore dei Liberi

Le premier maître italien à écrire en italien fut Fiore de'i Liberi. Ce traité était dédié au Marquis de Ferrare. Entre 1407 et 1410, Fiore de'i Liberi a documenté un système martial complet dans un traité intitulé Flos Duellatorum. Le traité couvre la lutte, la dague, l'épée de chevalier à une main, l'épée longue, les armes d'hast, le combat en armure à pied ou à cheval. L'école italienne continue avec les travaux de Filippo Vadi (1482–1487) et Pietro Monte (1492, en latin avec des termes espagnols et italiens).

### Autres traditions
Le seul traité en langue française datant d'avant le XVIe siècle est le traité bourguignon Le jeu de la hache d'environ 1400 : il concerne la hache noble. Il existe également trois traités en anglais publiés avant le traité de George Silver en 1599 : ils sont obscurs et difficilement datables, bien que l'on pense qu'ils aient été écrits durant la seconde moitié du XVe siècle.

### Points communs
Normalement, dans ces traités, plusieurs modes de combat étaient enseignées conjointement : typiquement la lutte (Kampfringen, abrazare), la dague (Degen, daga, typiquement la dague à rouelles), le coutelas ou fauchon (Messer), le Düssack, le bâton, les armes d'hast, l'épée longue (langes Schwert, spada longa, spadone), le combat en armure (Harnischfechten ou armazare), à pied ou à cheval. Certains Fechtbücher avaient des sections sur le bouclier de duel à pointes (Stechschild), des armes spéciales utilisées uniquement dans le cadre de duels judiciaires.

## Renaissance (1475 - 1575)

### La tradition germanique

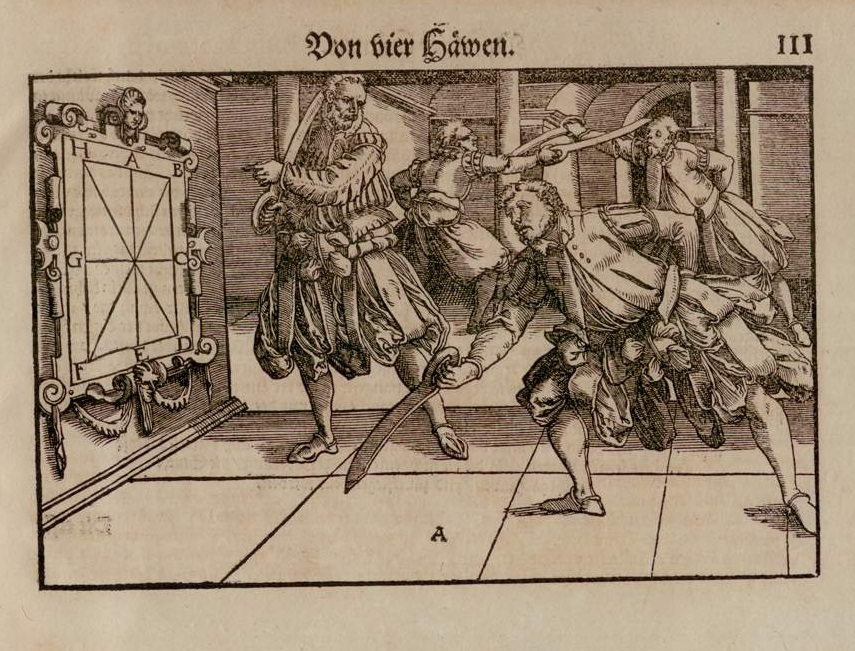
Image tirée du traité de Joachim Meÿer de 1570

Durant le XVIe siècle, furent produites des compilations techniques issues de Fechtbücher plus anciens. On peut citer principalement les travaux de Paulus Hector Mair (vers 1540) qui synthétise l'ensemble des arts martiaux de son époque, que des arts chevaleresques ou paysans (par exemple le combat à la faucille ou diverses formes de jeux populaires de lutte). Un autre traité important par son niveau de formalisation est celui de Joachim Meyer (vers 1570). Durant ce siècle-là, l'escrime pratiquée durant le Saint-Empire avait développé des aspects sportifs, si l'on ose ce mot, où l'arme phare était le Feder, une version éducative de l'épée longue. Le Feder était vu comme une arme introductive à d'autres armes plus évoluées comme la spada da lato ou la rapière. Au Feder, l'estoc fut interdit car trop dangereux, et remplacé par des frappes du plat de la lame. Des tournois publics au Feder, les Fechtschule, étaient chose courante. Le traité de Jakob Sutor de 1612 est l'un des derniers de la tradition germanique.

### La tradition italienne

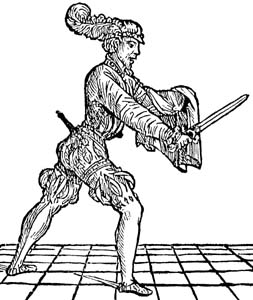
Dague et cape selon le traité d'Achille Marozzo (1536)

En Italie, la période du XVIe siècle est synonyme de grand changement. Elle commence avec deux traités des maîtres bolonais Antonio Manciolino et Achille Marozzo, qui décrivent une variation des différents arts chevaleresques du siècle précédent. En Italie également, des aspects d'escrime courtoise commencent à apparaître, avec une convention d'escrime pour le jeu exposée chez Antonio Manciolino, ainsi que l'évocation dans les traités bolonais, d'armes de jeu (spade da gioco), opposées aux armes affûtées (spade da filo). De l'épée accompagnée de la bocle, ou de la dague, ou du bouclier, aux armes d'hast, en passant par l'épée seule, l'escrime italienne du début du XVIe siècle est le reflet de la polyvalence qu'un combattant de cette époque était supposé acquérir.
Vers le milieu du XVIe siècle, cependant, les armes d'hast et les armes de main gauche (à part la dague et la cape), commencent peu à peu à disparaître des traités. En 1553, Camillo Agrippa est le premier à définir la garde de prime, seconde, tierce et quarte, qui resteront des aspects importants de l'escrime italienne du siècle suivant (et encore plus tard); il géométrise également l'art de l'escrime et se fait un ardent défenseur de l'estoc. À partir de la fin du XVIe siècle, l'escrime italienne à la rapière avait atteint une popularité considérable dans toute l'Europe, surtout avec le traité de Salvator Fabris (1606).

## L'époque moderne

### Grand siècle

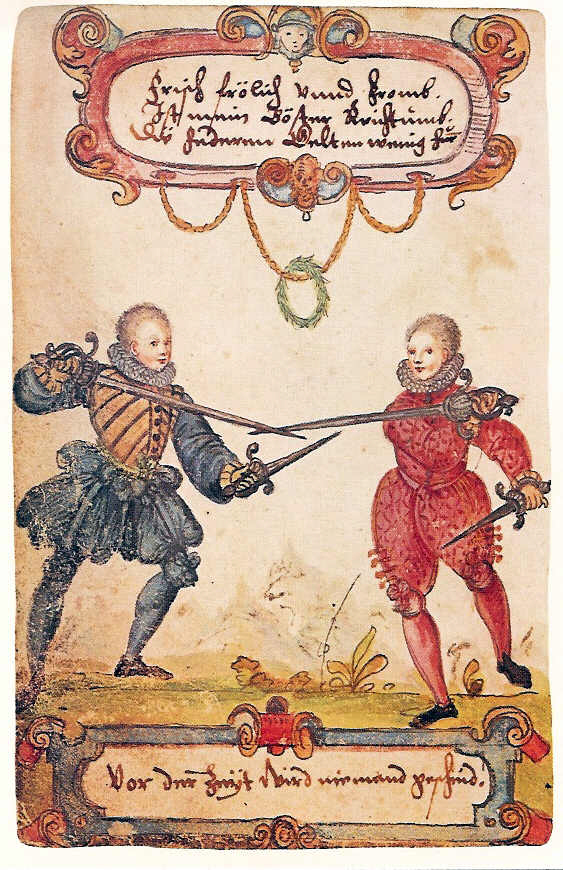
Duellistes utilisant l'épée et la dague dans un traité provenant du Saint-Empire (1590)

#### La lutte et le combat aux armes d'hast tombent en désuétude
Durant la période Baroque, la lutte passa de mode dans les classes socialies les plus élevées, et fut vu comme quelque chose de vulgaire et rustique: la lutte resta donc cantonnée dans les couches populaires. D'autre part, le perfectionnement des armes à feu rendit les armures et les armes d'hast obsolètes; celles-ci n'étaient plus guère utilisée que lors de frondes paysannes, avec des armes improvisées. Enfin, la mode, apparue au XVIe siècle, de porter son épée à son flanc avec un costume civil, changea également la manière de percevoir l'art du combat. Les styles d'escrime pratiqués devaient eux aussi se conformer avec les nouveaux idéaux d'élégance et d'harmonie.

#### L'escrime devient l'art prédominant
Cette idéologie a été poussée à son paroxysme en Espagne, où le style de la verdadera destreza ("l'adresse véritable") était fondée sur des idéaux mathématiques et géométriques hérités de la Renaissance, à l'opposé de l'escrime commune ("esgrima vulgar") héritée de l'époque médiévale. Les maîtres principaux de ce style sont Jerónimo Sánchez de Carranza ("le père de la Destreza", mort en 1600) et Luis Pacheco de Narváez (1600, 1632). Gérard Thibault d'Anvers (1630) était un maître néerlandais influencé par ces idéaux qui a publié en français.
L'école française d'escrime qui, avec son premier traité par Henry de Saint Didier (1573) avait encore grand-peine à se détacher de ses racines italiennes, prend enfin son essor. Quelques maîtres français importants de cette époque sont Le Perche du Coudray (1635, 1676, maître d'armes de Savinien de Cyrano de Bergerac), Besnard (1653, maître de Descartes), François Dancie (1623) et Philibert de la Touche (1670).

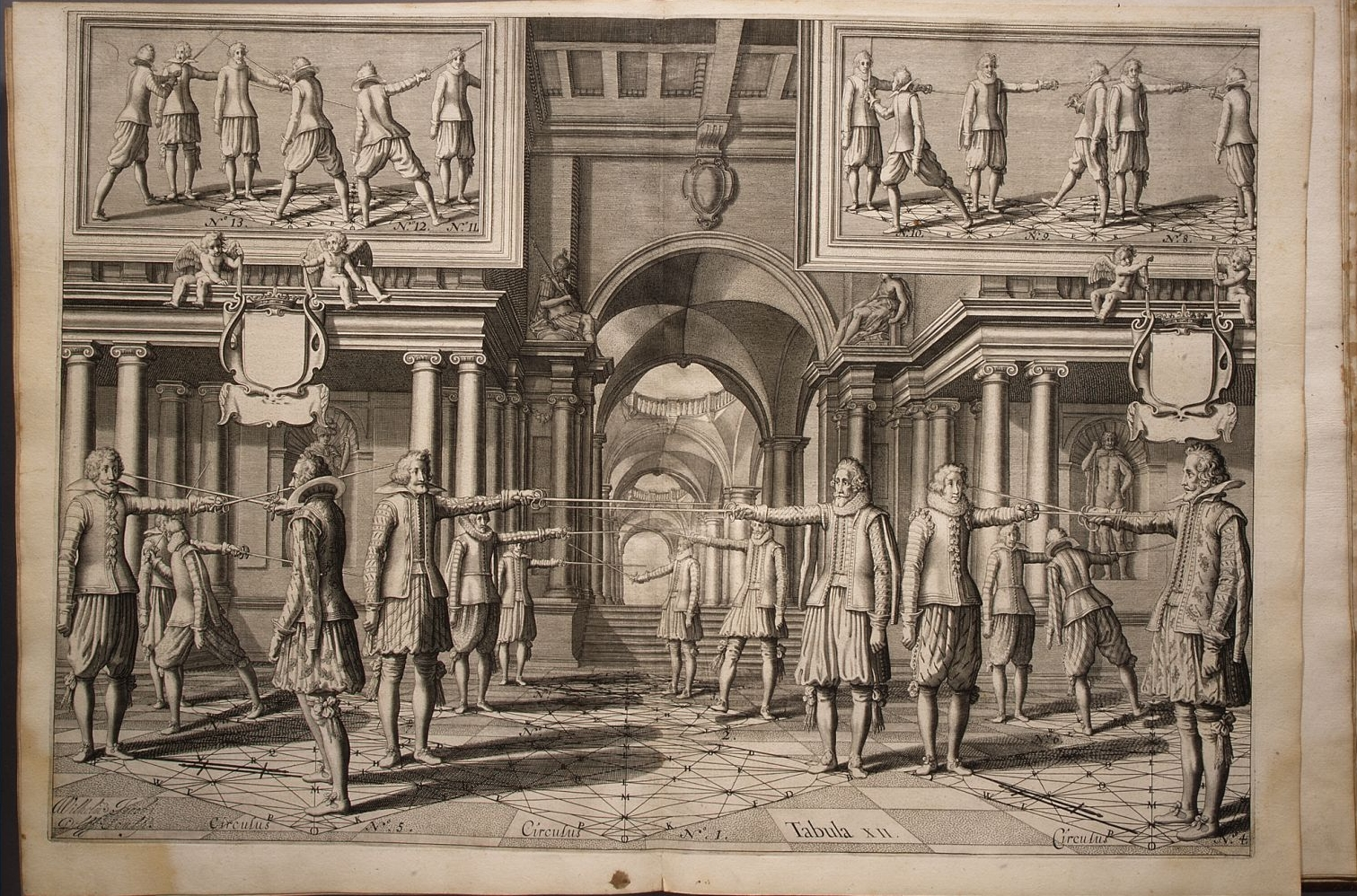
Page tirée de l'Académie de l'Espée de Gérard Thibault d'Anvers (publié en 1630)

En Italie, l'escrime du XVIIe siècle est dominée par l'influence de Salvator Fabris, dont le traité De lo schermo overo scienza d’arme de 1606 a eu une influence non seulement en Italie, mais également dans la sphère germanique, où elle a contribué à l'extinction de la tradition de Liechtenauer. Fabris a été suivi par des maîtres tels que Nicoletto Giganti (1606), Ridolfo Capo Ferro (1610), Francesco Alfieri (1640), Francesco Antonio Marcelli (1686) et Bondi' di Mazo (1696).
En Angleterre, les premiers traités nationaux font également leur apparition en opposition à l'escrime italienne, on peut citer celui de George Silver (1599) et celui du maître d'armes Joseph Swetnam (1617).

### Le siècle des Lumières
Durant le XVIIIe siècle, c'est le style français à l'épée de cour et au fleuret qui devient prédominant.
En 1715 l'épée de cour a déjà supplanté la rapière dans toute l'Europe bien que celle-ci soit encore abordée dans des traités publiés par Donald McBane (1728), P. J. F. Girard (1736) et Domenico Angelo (en) (1763).
Durant ce siècle, l'école française devint tellement importante qu'Angelo, un maître d'armes italien émigré en Angleterre, a publié son traité en français (1763). Ce traité fut un succès d'édition et devint un manuel standard durant les cinquante années qui suivirent, jusqu'à la fin de l'époque napoléonienne. Son texte fut tellement influent qu'il fut inclus dans l'Encyclopédie de Diderot sous l'article "Escrime".

### LeXIXesiècle

#### Transformation vers le sport

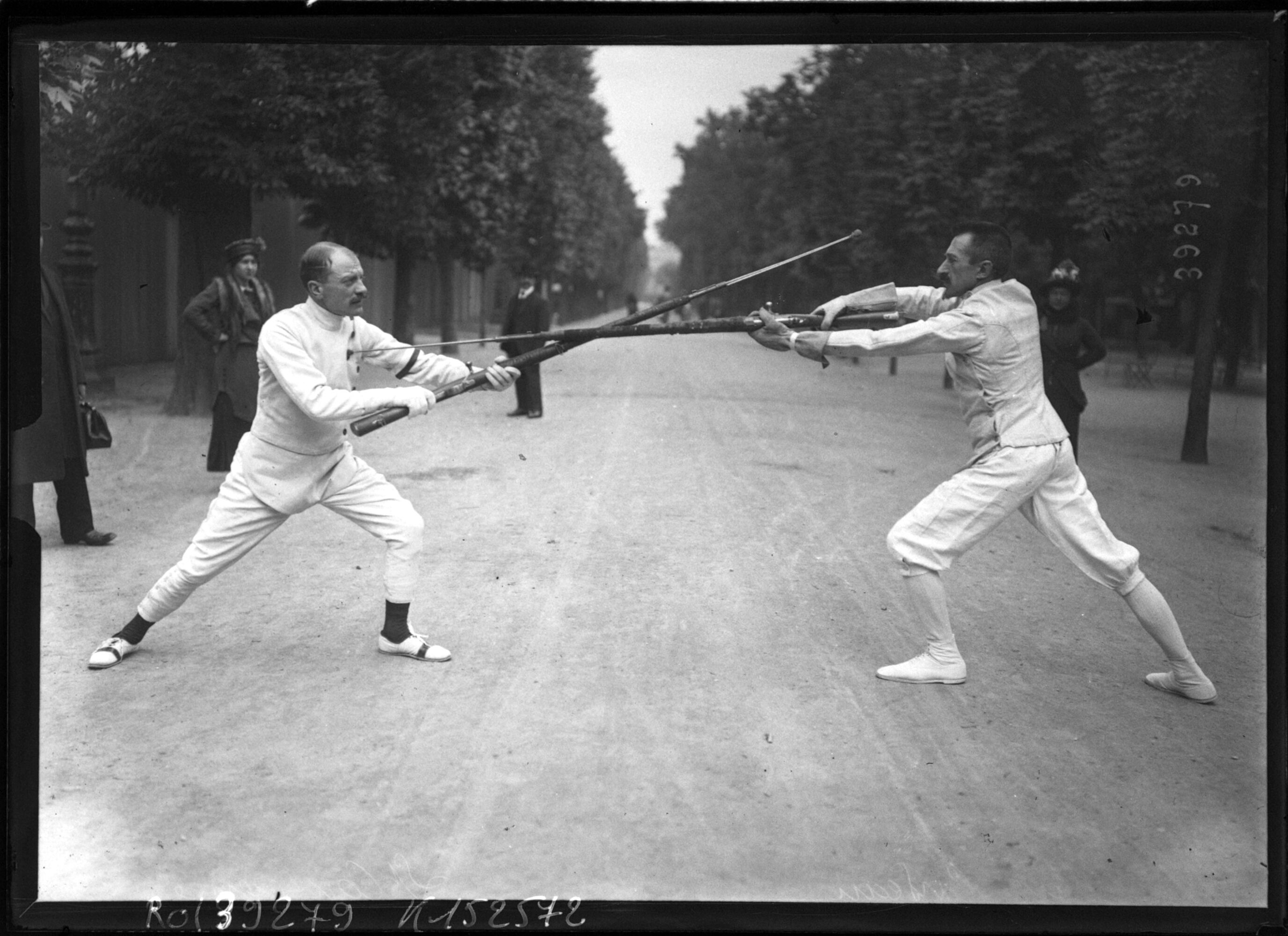
Escrime à la baïonnette en 1914

Durant le XIXe siècle et la Belle Époque, les arts martiaux européens se sont divisés en deux sous-groupes : d'une part, les sports modernes; d'autre part, des méthodes utilisées dans le domaine militaire. Dans cette dernière catégorie, on trouve des méthodes de combat rapproché telles que le combat à la baïonnette, le combat à la pelle de tranchée, et bien sûr diverses formes d'escrime militaire (principalement au sabre de cavalerie ou au sabre d'abordage). En France, ces méthodes ont été particulièrement développées à l'École normale de gymnastique de Joinville, école militaire devenue aujourd'hui l'Institut national du sport, de l'expertise et de la performance (INSEP).
L'escrime sportive, la boxe anglaise et la boxe française, la canne, le tir à l'arc, le javelot, le pentathlon sont des sports modernes qui perpétuent, sous forme sportive, certains des arts martiaux européens. La création des Jeux Olympiques en 1894 est un événement majeur dans ce processus de transition vers le sport. Cependant, le lien qui existait entre certains de ces arts martiaux a pu être brisé lors de ce processus. La canne française en est un exemple intéressant puisque ces disciplines utilisent une terminologie très proche de l'escrime (en particulier, les deux adversaires se nomment des "tireurs", comme en escrime), tout en dépendant aujourd'hui de la Fédération Française de Savate.
Au XIXe siècle, l'escrime s'est essentiellement transformée en un sport pur. Les duels restèrent encore relativement communs dans les strates hautes de la société, mais ils se firent de plus en plus au pistolet. Cependant, certains duels célèbres furent malgré tout faits à l'épée y compris durant le XXe siècle, comme le duel de Gaston Defferre (maire de Marseille) et René Ribière (député du Val-d'Oise) en 1967.

#### Le cas particulier du combat au bâton
Il y a eu plusieurs styles de combat au bâton ou à la canne: la canne française, le bâton français, le singlestick anglais, le jogo do pau portugais, le bata ou shillelagh irlandais. Le bartitsu est un cas particulier de self-défense au bâton hybride (incluant des techniques d'origine asiatiques) qui a eu une brève popularité au Royaume-Uni (et qui était le style pratiqué par Sherlock Holmes). L'école normale de gymnastique de Joinville a également développé son style de bâton, à partir de plusieurs styles régionaux français, à des fins d'exercice et de préparation au combat au fusil armé de baïonnette. Dans le cas particulier de la canne et du jogo do pau, on peut tracer des lignées maître-élèves qui remontent au XIXe siècle.

## LeXXesiècleet aujourd'hui
Passé le tournant de la Belle-Époque (1914), l'on se situe hors du champ "historique" des arts martiaux européens; cependant, il est intéressant de continuer brièvement le tracé des différents arts. Comme l'aspect sportif est largement traité ailleurs, nous nous concentrons ici sur les aspects militaires et les aspects traditionnels ou folkloriques qui ont été perpétués durant ce siècle. Est évoqué également le cas particulier du spectacle.

### Aspects militaires
Durant la seconde guerre mondiale, les Britanniques, notamment sous l'impulsion de personnes telles que William Ewart Fairbairn et Eric Anthony Sykes, ont développé des techniques de combat rapprochés (close combat) destinées aux soldats. Fairbairn et Sykes sont également co-créateurs du couteau de combat Fairbairn-Sykes qui a été utilisé dans de nombreuses forces spéciales.
D'autres techniques modernes, agrégeant souvent des techniques de combat historiques originaires de plusieurs régions du monde, ont été systématisées, telles que le systema et le samoz russe, ou le krav-maga israélien. Ces techniques ont pour objectif initial l'auto-défense dans un cadre militaire, mais commencent à être pratiquées par des civils pour le loisir dans un cadre plus contrôlé, à pied d'égalité avec des arts martiaux asiatiques tels que l'aikido.

### Aspects folkloriques
Des formes de lutte folkloriques toujours pratiquées de nos jours, tels que le gouren breton, le schwingen suisse, la glíma scandinave, ou le backhold écossais, continuent à perpétuer des formes de lutte paysannes qui ont existé par le passé en Europe. La pratique du gouren, en particulier est redevenue populaire en grande partie par une volonté de retrouver une identité régionale.

### Le spectacle
Le XXe siècle a été celui de l'explosion du cinéma et de la télévision. La représentation de combats au cinéma a nécessité le développement de techniques de cascade afin de mettre des combats fictifs pour le divertissement des spectateurs. Dans le cas de l'escrime, l'escrime artistique est une manière de représenter un tel combat fictif à l'épée, en ménageant cependant la lisibilité du combat par le public au prix d'un certain sacrifice sur le réalisme des techniques utilisées, donnant malheureusement au public, souvent une idée inexacte du combat tel qu'il a pu être pratiqué historiquement.

### La reconstitution à travers les arts martiaux historiques européens
Bien que l'intérêt pour les techniques de combat anciennes remonte au XIXe siècle, ce n'est qu'à la toute fin du XXe siècle que cette démarche s'est systématisée. Ce développement s'est fait conjointement à l'apparition d'Internet, permettant ainsi aux passionnés d'échanger leurs sources et leurs hypothèses, de s'organiser et de se rencontrer. Les arts martiaux historiques européens visent une triple finalité :
- une finalité historique : reconstituer les arts martiaux européens en tant que système et comprendre également le contexte historique qui les entoure
- une finalité didactique : expliquer au public ces arts martiaux et briser certaines idées reçues héritées de l'époque romantique du XIXe siècle
- une finalité sportive : mettre en œuvre ces arts martiaux dans des combats exécutés à vitesse réelle et sans chorégraphie, avec des protections adaptées si nécessaire.